# Matautu (Apia)
Matautu (samoanisch: Matāutu) ist ein Ortsteil der Inselhauptstadt Apia auf der Insel Upolu im Inselstaat Samoa.

## Geographie
Die Siedlung liegt auf einer Landzunge, die sich von der Nordküste nach Norden in den Süd-Pazifik reckt. Die Siedlung gliedert sich in zwei Teile:  Matautu-tai an der Küste und Matautu-uta im Inland. Apia Harbor, der Haupthafen des Landes, befindet sich bei Matautu. Dementsprechend sind die Grundstücke sehr wertvoll. Nordwestlich der Siedlung liegt am Ende der Landzunge einer der Matautu Points (Pilot Point).

## Gesellschaft
Matautu-tai untersteht dem Matai To'omalatai.

## Mythologie
Legenden sagen, dass Reisende dem To'omalatai Opfergaben geben müssen, bevor sie durch Moaula, den Dorf-Gott, die Erlaubnis für eine sichere Weiterreise erhalten. Moaula gehört zu den wichtigsten Geistern von Samoa.

## Persönlichkeiten
- Sia Figiel (* 1967 in Matautu)[4]